# Щелкун алтайский
Щелкун алтайский (лат. Lacon altaicus) — вид щелкунов из подсемейства Agrypninae.

## Распространение
Распространён в Сибири и от Алтая до берегов Тихого океана.

## Описание

### Имаго
Взрослый жук в длину достигает 12-15 миллиметров. Тело имеет чёрную или красновато-коричневую окраску. Весь покрыт красноватыми или золотистыми чешуйками и равномерно между ними разбросанными между ними тёмно-коричневыми чешуйками. На переднеспинке кроме среднего вдавления и ямок есть в её передней третей пара больших бугорков.

### Проволочник
Проволочник длиной до 27 мм. Вырезка каудального сегмента в два с половиной раза шире толщины урогомф. Внутренние ветви урогомф длинней наружных.

## Экология
Личинки развиваются в гнилой древесине хвойных.